# Московська конференція (1943)
Московська конференція міністрів закордонних справ СРСР, США і Великої Британії 1943 року. Відбувалась від 19 до 30 жовтня 1943 року у Москві.

Перша з шести міжнародних конференцій представників країн антигітлерівської коаліції за часів Другої світової війни.

Слугувала підготовці конференції керівників Великої Британії, СРСР і США у Тегерані.

## Передісторія
У європейській історії, країни, що пізніше об'єдналися у так звану «антигітлерівську коаліцію», на різних історичних етапах були і союзниками, і супротивниками. Під час Кримської війни 1853—1856 років Велика Британія і Франція були супротивниками Росії.
Подіями, що передували об'єднанню 1941 року, були Перша світова війна (1914—1918), коли Велика Британія, Російська імперія і Північно-Американські Сполучені Штати воювали на боці Антанти, а також вихід Росії з війни шляхом сепаратного мирного договору з Центральними державами (1918).
Ці країни вступили у Другу світову війну в різний час і підійшли до неї різними шляхами. Відносини між ними за час від 1939 до 1943 кардинально змінилися.
Велика Британія складним шляхом, що супроводжувався змінами у керівництві країни, перейшла від політики «умиротворення» Німеччини та Італії, до прямої участі у бойових діях.

Радянський Союз від економічної та військової підтримки агресивних дій Німеччини перейшов до широкомасштабної війни на найбільшому сухопутному театрі воєнних дій зі своїм колишнім фактичним союзником.

Сполучені Штати Америки, що трималися політики «ізоляціонізму», включилися спочатку в економічну, а з кінця 1941 року — вже й у військову участь у війні з усіма країнами супротивної сторони.
Врешті-решт, на 1943 рік, коли виникла потреба у тіснішій співпраці керівництва країн та військових, ці країни були в одному, об'єднаному перебігом подій та інтересами, таборі.
Організація і проведення Московської конференції міністрів закордонних справ була зумовлена ідеєю зустрічі керівників країн, запропонованою Президентом Ф. Рузвельтом (лист В. Черчілля до Й. Сталіна від 4 грудня 1942 року).
Підготовка до конференції супроводжувалась тривалим і досить інтенсивним дипломатичним листуванням між сторонами, що було обумовлено як об'єктивними причинами, так і відстоюванням своїх інтересів та престижу керівниками держав.
Спочатку розглядалось питання про статус конференції та її завдання.
На етапі підготовки конференції узгоджувався склад делегацій, порядок денний та висувались проекти рішень конференції.

## Склад делегацій
Першими про склад своєї делегації повідомили Сполучені Штати Америки. Її очолював Державний секретар Корделл Халл (англ. Cordell Hull).
12 жовтня посольство Великої Британії в СРСР передало до Народного комісаріату закордонних справ СРСР Перелік членів делегації Великої Британії. Її очолив міністр закордонних справ сер Ентоні Іден (англ. Sir Anthony Eden).
Листами Народного комісара закордонних справ В. Молотова послові Великої Британії, а також повіреному у справах США в СРСР, 17 жовтня було повідомлено склад делегації Радянського Союзу. Очолив делегацію заступник Голови Ради Народних Комісарів СРСР та народний комісар закордонних справ Вячеслав Молотов (рос. Вячеслав Михайлович Молотов).

## Порядок денний
Порядок денний конференції формувався на підставі пропозицій усіх її учасників, обмін якими здійснювався до початку конференції. Остаточний порядок денний конференції був узгоджений з початком її роботи на першому засіданні 19 жовтня 1943 року.
До Порядку денного конференції міністрів закордонних справ СРСР, США і Великої Британії увійшли такі питання:
1. Розгляд заходів для скорочення строків війни проти Німеччини та її союзників у Європі.
СРСР
2. Запропонована декларація чотирьох націй з питань загальної безпеки.
США
3. Створення апарату для розгляду питань, що вимагають повсякденної і тісної співпраці, особливо функцій та компетенції Військово-політичної комісії в Алжирі.
Велика Британія
4. Обмін думками про становище в Італії та на Балканах
Велика Британія
5. Методи розгляду поточних політичних та економічних питань, а також тих, що можуть виникнути у ході війни
США
6. Ставлення до Французького комітету, особливо його становище у Французькій метрополії і створення можливого французького уряду
Велика Британія
7. А. Поводження з Німеччиною та іншими ворожими країнами у Європі.
а) Міжнародний воєнний, політичний та економічний контроль над Німеччиною протягом періоду перемир'я.
б) Кроки, спрямовані до остаточного врегулювання: майбутній статус німецької урядової системи, кордони та інші питання, строк періоду перемир'я.
США: Б. Принципова угода щодо поводження з Німеччиною та іншими ворожими країнами у Європі.
а) Протягом періоду перемир'я, наприклад Контрольна комісія та ін.
б) При мирному врегулюванні, наприклад кордони, військова окупація, роззброєння, репарації, децентралізація німецької урядової системи і т. ін. (Австрія).
Велика Британія
8. Питання про угоду між головними і малими союзниками з післявоєнних питань.
Велика Британія
9. Спільна політика стосовно Туреччини.
Велика Британія
10. Спільна політика в Ірані.
Велика Британія
11. Відносини між СРСР та Польщею і політика по відношенню до Польщі взагалі.
Велика Британія
12. Майбутнє Польщі, Дунайських та Балканських країн, включаючи питання конфедерацій.
Велика Британія
13. «Мирні пробні кульки» з боку ворожих держав.
Велика Британія
14. Політика по відношенню до території союзних країн, що звільняється у результаті наступу збройних сил союзників.
Велика Британія
15. А. Післявоєнне економічне співробітництво з Радянським Союзом.
Велика Британія: Б. Економічні питання реконструкції.
а) Співробітництво у відшкодуванні воєнних збитків СРСР.
б) Спільні дії щодо надання допомоги іншим країнам.
в) Співробітництво на міжнародному ґрунті при розгляді таких питань як продовольство та сільське господарство, транспорт і засоби зв'язку, фінанси та торгівля і Міжнародне бюро праці.
г) Питання про репарації.
д) Будь-які специфічні питання, що їх може забажати висунути будь-який з двох інших урядів.
США
16. Спільна політика по відношенню до руху Опору в Югославії.
Велика Британія
17. Питання про спільну відповідальність за Європу на противагу питанню про окремі райони відповідальності.
Велика Британія

## Перебіг конференції
За час конференції відбулося 12 пленарних засідань. 

Мали місце дві зустрічі міністра закордонних справ Великої Британії А. Ідена із Головою Ради Народних Комісарів СРСР Й. Сталіним. 

Також відбулися бесіди народного комісара закордонних справ СРСР В. Молотова з державним секретарем США К. Халлом та міністром закордонних справ Великої Британії А. Іденом.

### Питання, що стосувались України
На час проведення конференції США та Велика Британія, як і багато інших країн світу, не визнавали західного кордону СРСР, що існував на час нападу Німеччини 22 червня 1941 року. Тим самим вони не визнавали приєднання до СРСР у 1939 році території Західної України та Буковини. Розгляд під час конференції питань, що стосувались Польщі (11-й та 14-й пункти порядку денного), мав безпосереднє відношення до України.

## Публікації
На конференції не велося будь-яких спільних протоколів, кожна делегація вела записи самостійно.
Документальні матеріали конференції були опубліковані Державним департаментом США 1963 року в офіційному виданні «Foreign relations of the United States diplomatic papers, 1943: volume I. General». Видання містило документи делегацій, нотне листування, записи бесід, листування делегації США з Президентом та Держдепартаментом, заключні документи конференції, а також деякі документи, пов'язані з підготовкою конференції.
В СРСР до 1984 року, коли вийшла друком збірка документів, друкувалися окремі документи та уривки з матеріалів конференції у кількох виданнях.